# Banisia intonsa
Banisia intonsa är en fjärilsart som beskrevs av Paul E. Whalley 1976. Banisia intonsa ingår i släktet Banisia och familjen Thyrididae. Inga underarter finns listade i Catalogue of Life.